# Волжская башня
Во́лжская ба́шня (Во́лжские воро́та, Арсена́льная ба́шня) — бывшая крепостная башня в Ярославле, одна из трёх сохранившихся башен Земляного города.

## История
Возведена из кирпича в 1658—1669 годах на правом берегу Волги у окончания Медведицкого оврага. Была одной из шести проезжих башен Земляного города, служила главным входом в него и в Рубленый город со стороны Волги, в связи с чем называлась Волжские ворота. Первоначально была с отводной стрельницей и деревянным шатром.
В 1711 году сгорел деревянный шатёр башни. В начале XIX века разобрали отводную стрельницу, рядом с башней возвели каменный мост через овраг, получивший по башне название Волжский.
В 1840-е годы башня была обтёсана и надстроена для устройства в ней городского арсенала (с тех пор второе название — Арсенальная).
К концу XIX века Волжскую башню приспособили под трактир, который так и назывался — «Башня». В настоящее время на первом этаже располагается кафе.

## Описание
Дошедшая до наших дней постройка значительно отличается от первоначальной. Башня имеет строгую четырёхугольную форму. На уровне последнего этажа она слегка расширяется кверху. На момент постройки наверху были бойницы и шатровая крыша с дозорным пунктом. Сейчас в башне узкие высокие окна и металлическая четырёхскатная крыша.

## Галерея

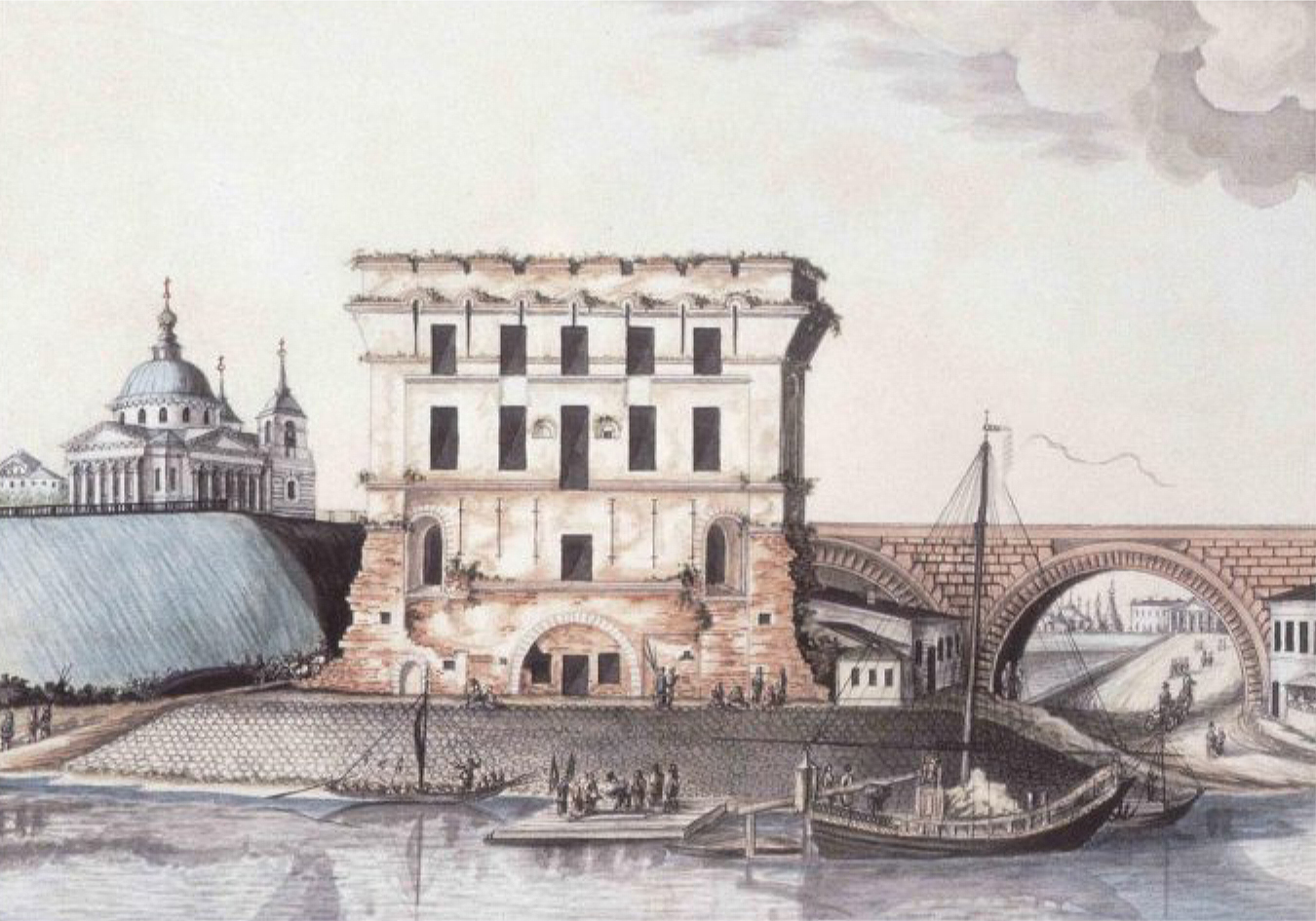
Башня в 1846 году (худ. И. Белоногов)
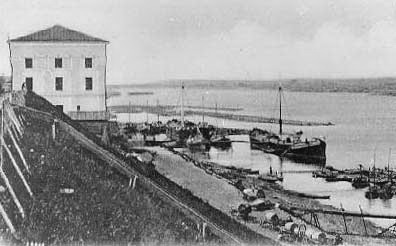
Башня в начале XX века
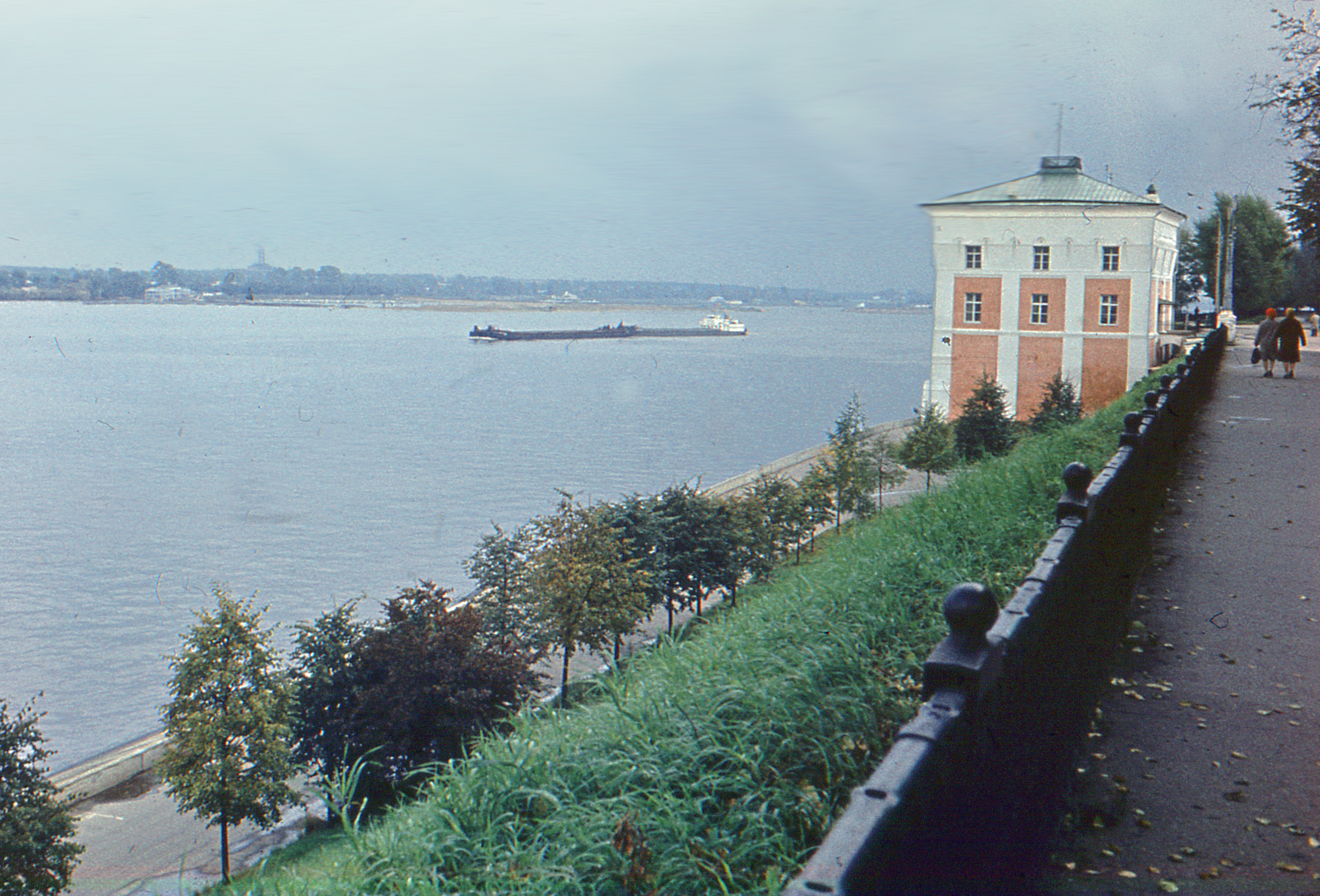
Волжская башня, фото 1978 года
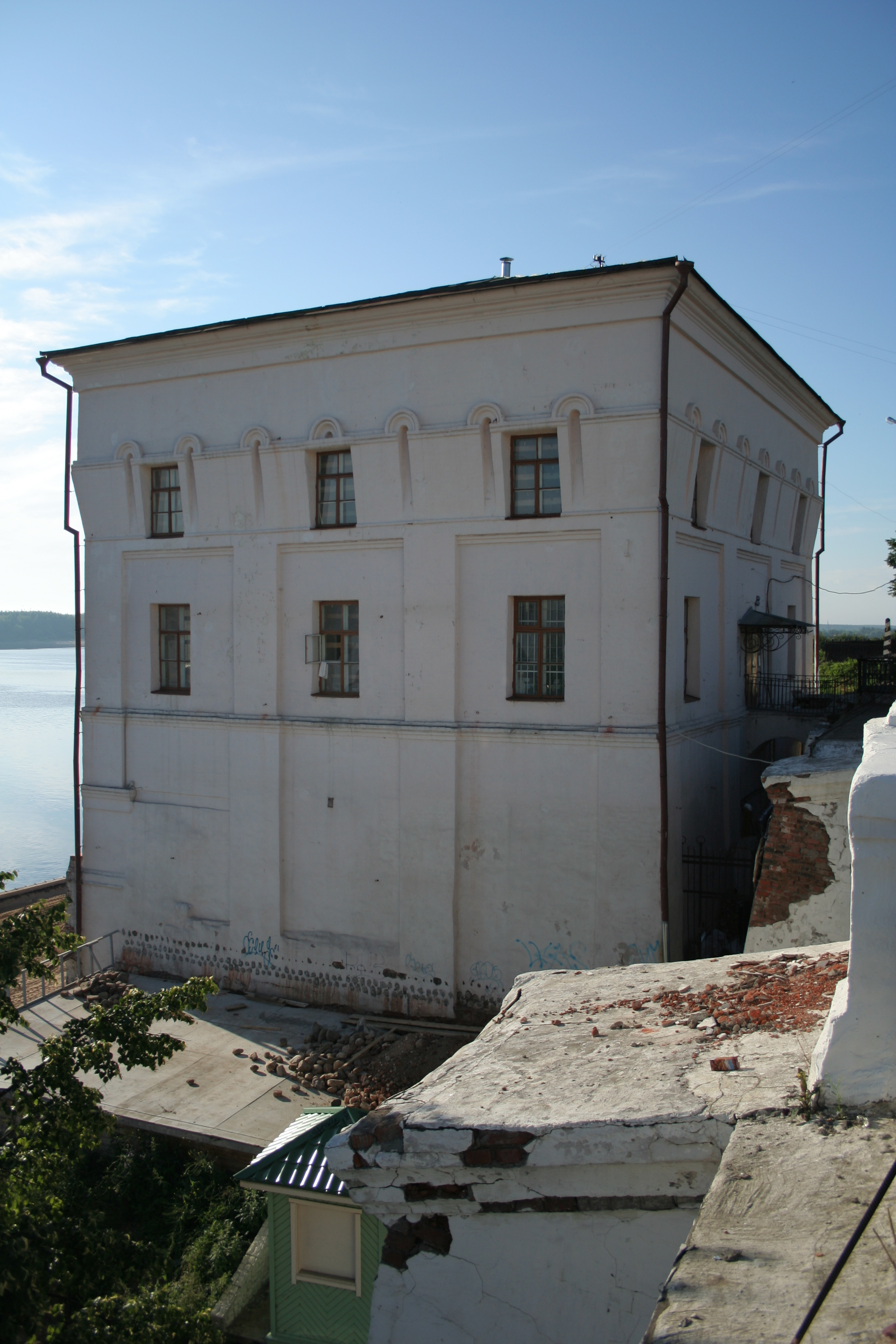
Общий вид на башню с Волжской набережной
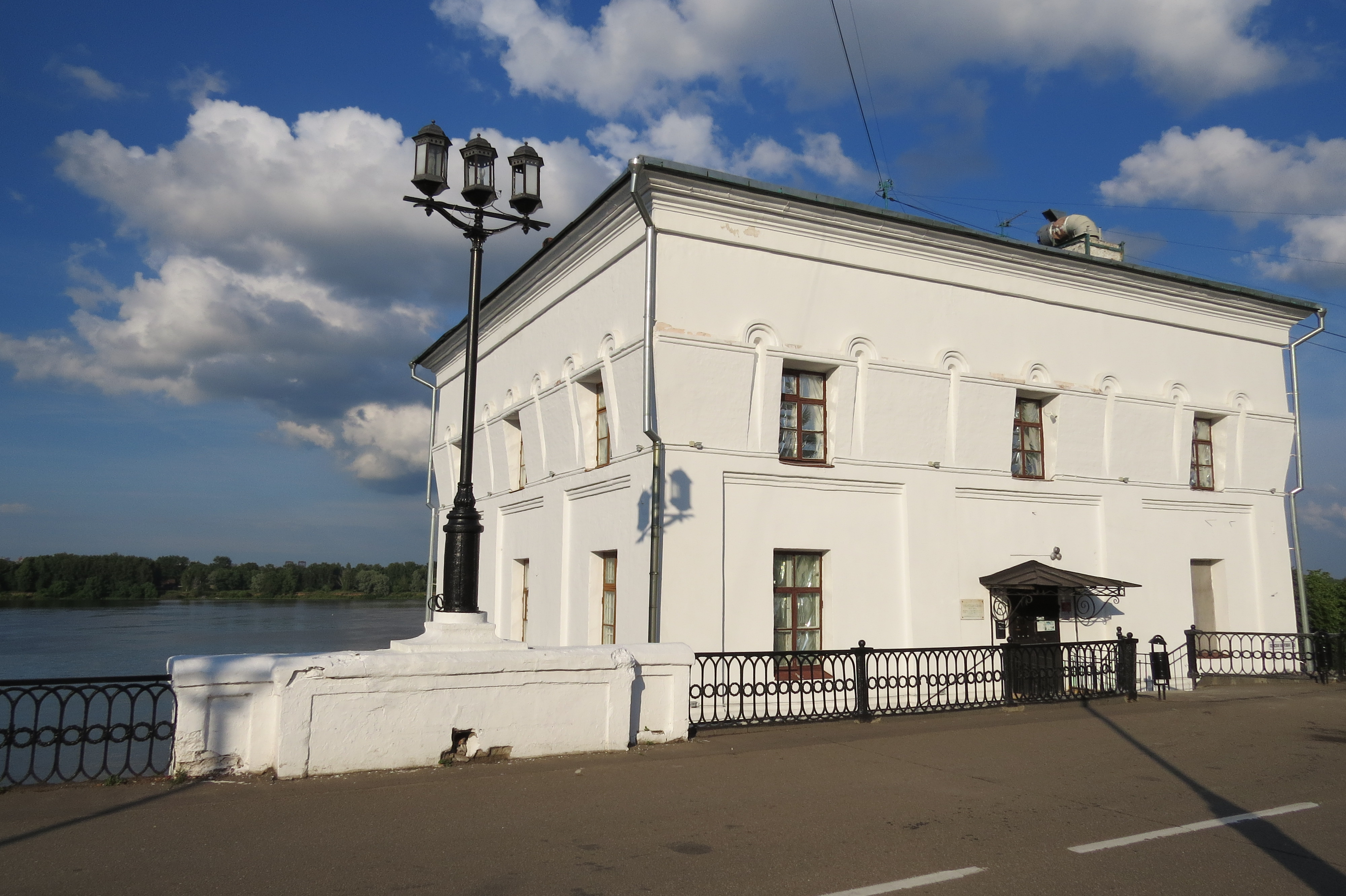
Вход в башню с набережной
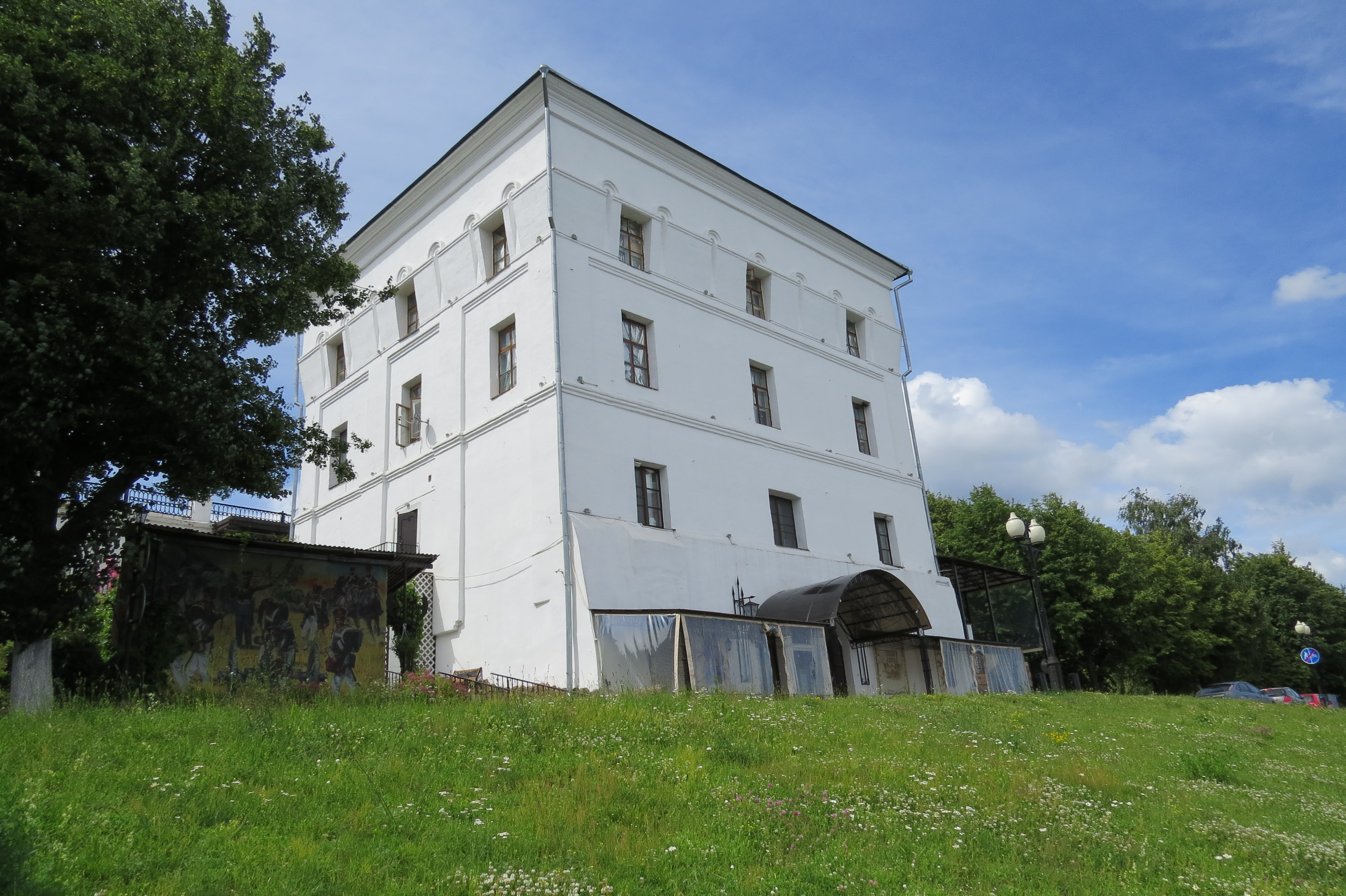
Вид с берега
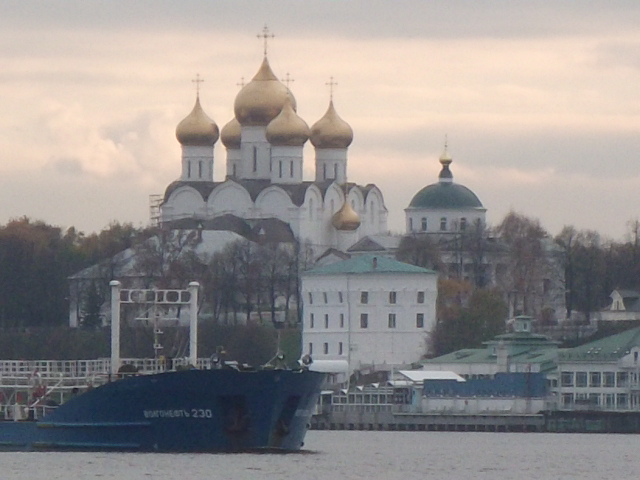
Вид на башню и Успенский собор с Волги